# Rum vádi
A Rum vádi (arabul: وادي رم, angolul: Wadi Rum) Jordánia délnyugati részén található természetvédelmi terület, az ország legnagyobb vádija. 2011 óta az UNESCO természeti és kulturális világörökség része.
Akabától keletre és Maántól délnyugatra fekszik. Területe 720 km², hossza kb. 100 km, szélessége kb. 60 km. A terület mintegy 800 méteres tengerszint feletti magasságban fekszik, a legmagasabb hegycsúcs, a Dzsebel Um Adámi kb. 1832 méter. Hegységének kőzetei homokkőből és gránitból állnak. A sivatagos terület éghajlata nagyjából i. e. 3000-ig csapadékosabb volt, ekkor földműveléssel és állattenyésztéssel foglalkoztak az itt élő népcsoportok.
A területen ősi sziklarajzok, ókori sziklafeliratok és egy nabateus templom romjai maradtak hátra.
A világörökséghez egy 74 ezer hektáros, szurdokokkal, sziklákkal, természetes rámpákkal, barlangokkal tagolt sivatagi terület tartozik Jordánia déli részén, közel Szaúd-Arábia határához. A térség már 12 ezer éve lakott, erről tanúskodnak az eddig 154 régészeti helyszínen feltárt leletek, valamint 25 ezer sziklarajz és felirat. A sziklarajzokat kövekre és sziklák lapos oldalára vésték, a legkorábbiak a neolitikum, a legkésőbbiek a nabateus uralom idejére datálhatók. A rajzokon kívül számos feliratot is nyilvántartásba vettek. A többnyelvű szövegek a térségben lakó írástudók nagy számáról tanúskodnak. A helyszínen talált sziklarajzok jó állapotban maradtak fenn, az időjárási jelenségek nem okoztak bennük komolyabb károsodást, viszont veszélyt jelenthet rájuk a turisták egyre növekvő száma és a vandalizmus.
Több filmet is forgattak itt (Arábiai Lawrence, A vörös bolygó, A sivatag rabjai stb.).

## Galéria

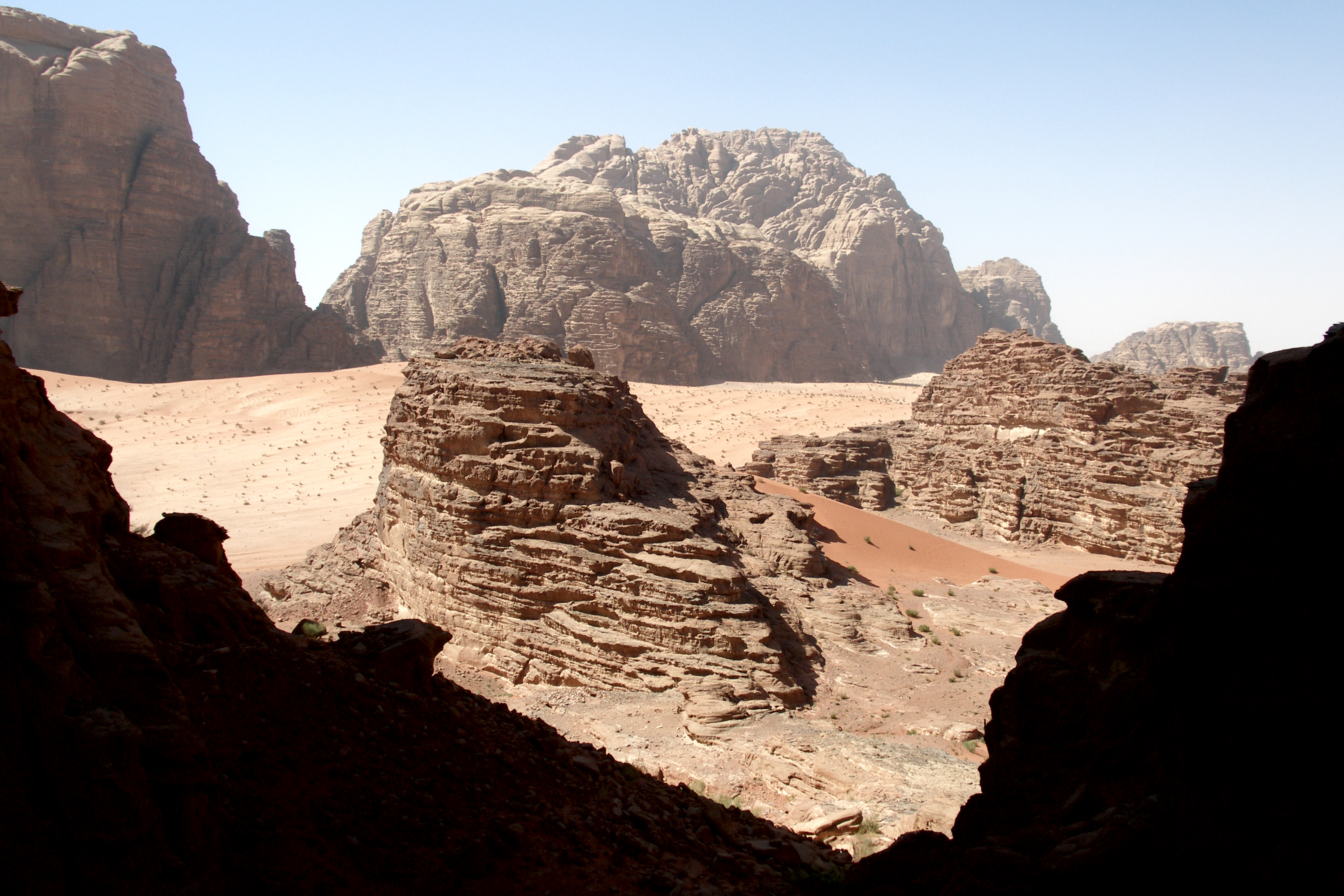
Rum vádi
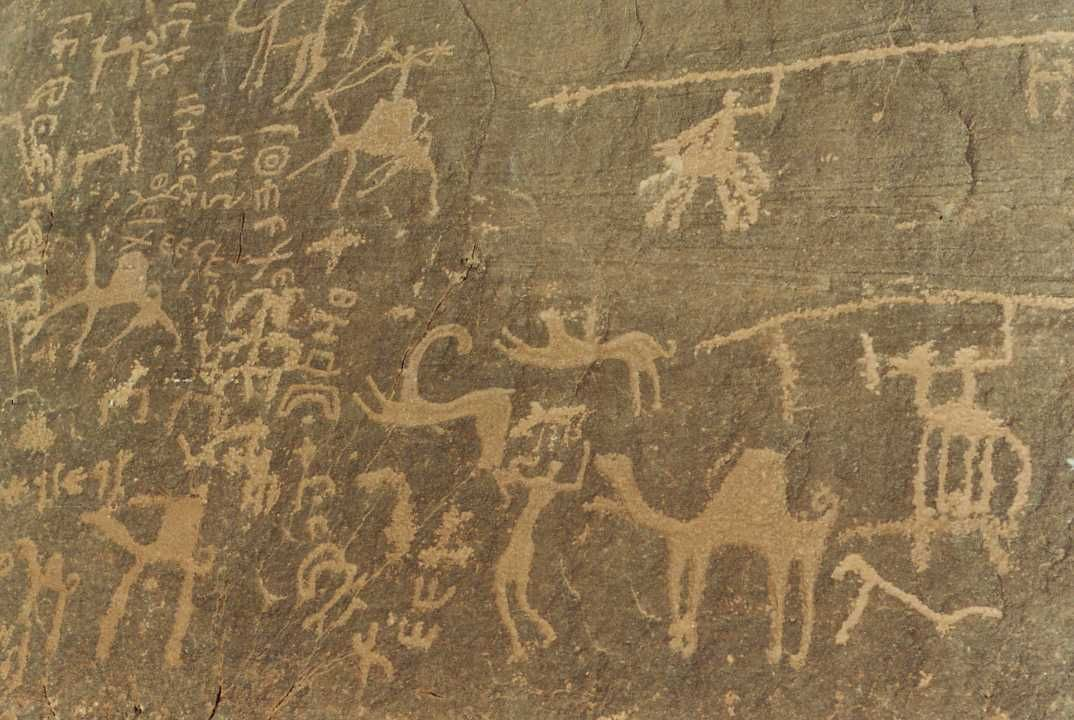
Sziklarajz
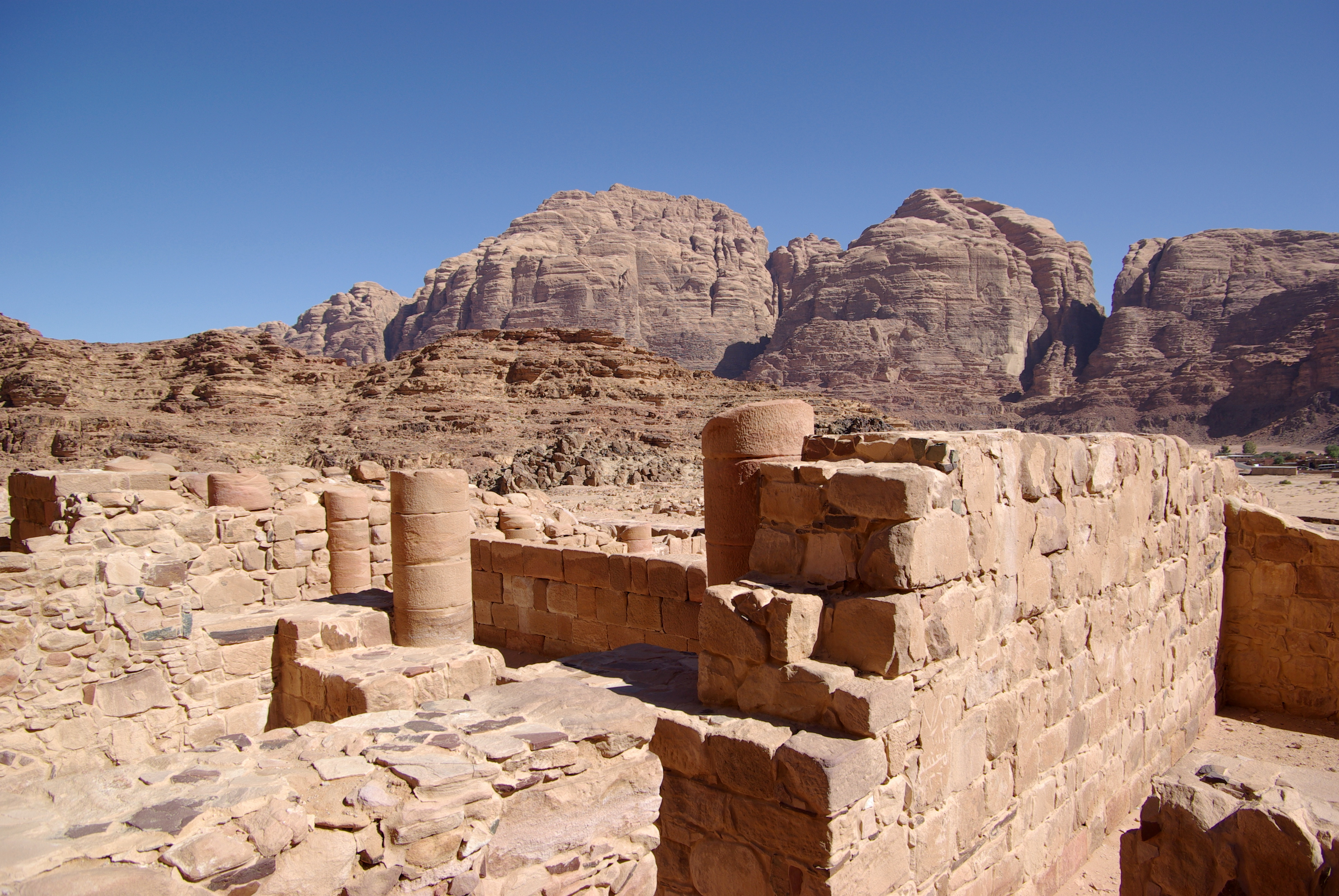
Templomrom

### Fordítás
- Ez a szócikk részben vagy egészben  a   Wadi Rum című angol Wikipédia-szócikk fordításán alapul.  Az eredeti cikk szerkesztőit annak laptörténete sorolja fel. Ez a jelzés csupán a megfogalmazás eredetét és a szerzői jogokat jelzi, nem szolgál a cikkben szereplő információk forrásmegjelöléseként.
- Ez a szócikk részben vagy egészben  a   Wadi Rum című német Wikipédia-szócikk fordításán alapul.  Az eredeti cikk szerkesztőit annak laptörténete sorolja fel. Ez a jelzés csupán a megfogalmazás eredetét és a szerzői jogokat jelzi, nem szolgál a cikkben szereplő információk forrásmegjelöléseként.